# 中国碗 (美式足球)
中国碗（英語：China Bowl），是美国國家美式橄欖球聯盟（NFL）曾筹划过的一场季前表演赛。原定于2007年8月8日在北京工人体育场举行，对阵双方为新英格兰爱国者和西雅图海鹰。之后推迟到2009年并且地点改到国家体育场。该比赛最终取消。

## 概要
这场中国碗比赛原计划于2007年8月8日在北京工人体育场举行，并由中国中央电视台直播。这将作为北京奥运会倒计时一周年的活动。这将是NFL在中国举办的首场比赛。上一次NFL的海外比赛还是2005年在日本東京巨蛋举行的美国碗。
2007年4月2日，NFL宣布将中国碗改期至2009年8月举行。NFL官方表示，推迟中国碗是为了将更多的精力放在NFL国际系列赛上，NFL国际系列赛将于同年10月在伦敦温布利球场举行。北京市体育局表示推迟的原因是北京工人体育场的草皮正在修养期，不适合举办比赛。
新英格兰爱国者先前几年在北京有办公室负责推广业务，包括于2004年建立了中文官网。然而随着2008年经济危机的到来，NFL开始进行海外裁员，新英格兰爱国者被迫终止了其在北京的业务。这场中国碗比赛之后也再未举行过。新英格兰爱国者之后的一场海外比赛为2009年10月25日在温布利球场对阵坦帕湾海盗。